# Андре Кампра
Андре Кампра (фр. André Campra; 4 грудня 1660, Екс-ан-Прованс — 29 червня 1744, Версаль) — французький композитор епохи бароко.

## Біографія
Батько Кампра, медик і музикант-любитель, був вихідцем з П'ємонту, жив в Екс-ан-Провансі. Майбутній композитор отримав духовну і музичну освіту в катедральному соборі міста. Свій перший твір, Deus noster refugium, написав в 17 років, ледь навчившись читати і писати (грамоти в ті часи, як правило, не вчилися до 16 років). У 1678 році прийняв священицький сан. Викладав музику в Тулоні, Арлі, Тулузі, Монпельє. У 1694—1700 роках був викладачем музики в Соборі Паризької Богоматері.
У 1695 році опублікував першу збірку своїх мотетів. З 1697 року розпочав писати музику до вистав — його основними жанрами були музична трагедія, або трагедія зі співом (італ. drama per musica) і опера-балет (фр. ballet en musique), яка поєднувала в собі спів і танець. У 1700 році залишив свій пост в церкві і цілком зайнявся театром. З 1720 роки повернувся до писання духовної музики. Його заняття протегував принц Конті: в 1722 році він запросив Кампра зайняти посаду музичного керівника (метра музики, фр. maître de musique) при своєму дворі. У 1723 році, після смерті регента, Кампра став заступником регента в Королівській капелі Версаля. У 1726 році він був присвячений в Орден Святого Лазаря. У 1730 році Кампра став генеральним інспектором Королівської академії музики. Помер в бідності.

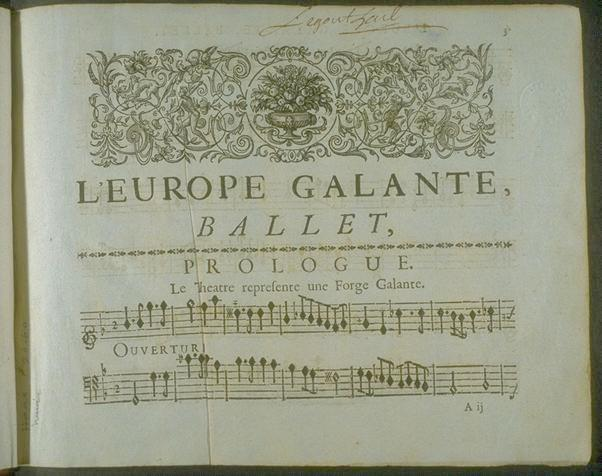
Партитура опери-балету Кампра «Галантна Європа», друге видання, 1698

## Творчість
Після Люллі Кампра був єдиним композитором, який зміг до певної міри його замінити. Тільки поява Рамо відсунула твори Кампра на другий план. Величезним успіхом користувалися опери-балети Кампра «Галантна Європа» (1697), «Венеційський карнавал» (1699), «Венеційські святкування» (1710), що задали тон і стандарти цього нового і модного на межі століть жанру, а також пастичо (твори, складені з фрагментів популярних опер різних композиторів) «Фрагменти з Люллі» (Fragments de Lulli), «Телемак». З ліричних трагедій композитора на сцені міцно утвердився «Танкред» на лібрето Антуана Данше за мотивами поеми Торквато Тассо «Визволений Єрусалим» (1702), що залишався в репертуарі до 1770-х років. Всього для сцени Кампра написав 28 творів; також він писав духовні кантати і мотети.
У Кампра, як і у інших композиторів його часу, переважала описовість: «Не лише оркестр, а й людські голоси починають часом трактуватися інструментально. Але оповідальність і картинність зменшують зображення характерів, емоційність музики та її драматизм. Дія покидає оперу».

## Основні твори
Світські твори
1697 — Галантна Європа, опера-балет
1698 — Венера, галантно свято
1699 — Венеційський карнавал, опера-балет
1700 — Гесіона, музична трагедія
1701 — Аретуза, опера-балет
1702 — Танкред, музична трагедія
1703 — Музи, опера-балет
1704 — Телемак, музичний пастиш
1704 — Іфігенія в Тавриді, музична трагедія
1705 — Альсіна, музична трагедія
1708 — Гіпподамія, музична трагедія
1710 — Венеційські святкування, опера-балет
1712 — Ідоменей, музична трагедія
1713 — Телеф, музична трагедія
1714 — Еней і Дідона, музичне свято
1715 — Радості світу
1716 — Літні свята
1717 — Камілла, цариця вольсків, музична трагедія
1718 — Три віки, опера-балет
1725 — Балет стихій
1727 — Любовні пригоди богів
1729 — Дикуни
1732 — Балет почуттів
1735 — Ахілл і Дейдамія, музична трагедія
Духовні твори
1677 — Deus noster refugium
1699 — Меса До більшої слави Божої,
1708, 1714 і 1728 — Три книги кантат
1722 — Nisi Dominus
після 1723 — Реквієм
1723—1741 — Мотети для Королівської капели

## Спадщина
З кінця 1960-х років, в рамках руху до автентичного виконавства, твори Кампра, як світські, так і духовні, стали виконувати барокові ансамблі Густава Леонгардта, Вільяма Крісті, Марка Маньківського, Жана-Клода Мальгуара, Ерве Ніке, до них звернулися театральні та оперні режисери (Горге Лавелль). Дебютна опера-балет Кампра дала назву ансамблю Фабіо Бьонді.
Ім'я композитора носить коледж в центрі Екс-ан-Провансу.
Популярна «Провансальська сюїта» Д. Мійо для симфонічного оркестру, тв. 152 (1936) була написана на фольклорні теми, частково почерпнуті зі збірки А. Кампра, який широко використовував у своїй творчості провансальський фольклор своєї «малої батьківщини».